# Klaus Friedland

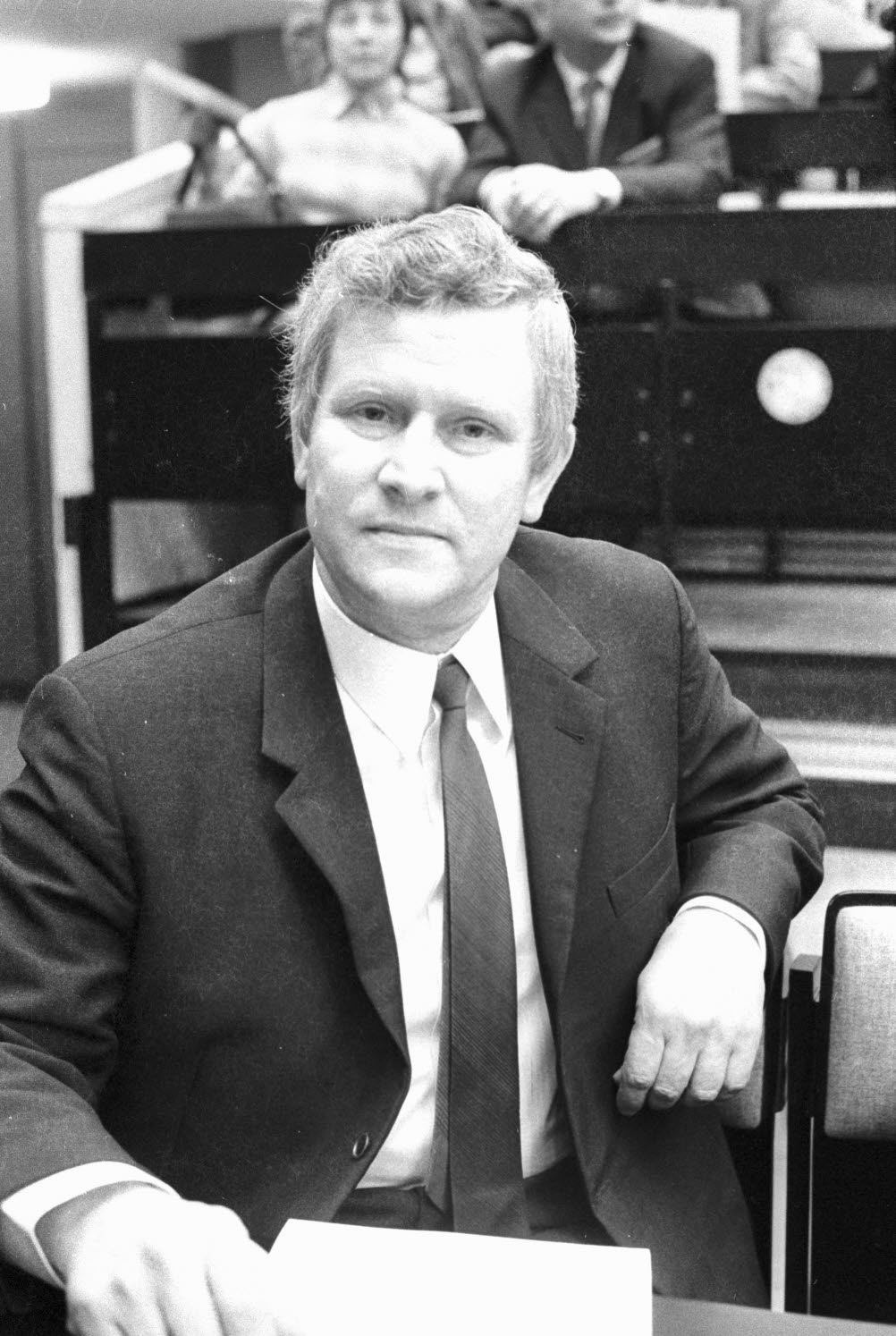
Klaus Friedland (Kieler Universitätstage 1973)

Klaus Dietrich Eberhard Friedland (* 28. Juni 1920 in Erfurt; † 21. März 2010 in Kiel) war ein deutscher Historiker, Archivar und Bibliothekar. Von 1970 bis 1985 war er Direktor der Schleswig-Holsteinischen Landesbibliothek in Kiel.

## Leben
Klaus Friedland trat am 1. Oktober 1938 als Offiziersanwärter in die Kriegsmarine ein und diente hier bis zum 8. Mai 1945, zuletzt als Oberleutnant zur See. 1943 war er für einige Monate U-Boot-Kommandant. Von 1945 bis 1952 studierte Friedland Geschichte, Alte Geschichte und Lateinische Philologie an den Universitäten Kiel und Oxford. In Kiel wurde er 1952 bei Wilhelm Koppe zum Dr. phil. promoviert („Der Kampf der Stadt Lüneburg mit ihren Landesherren“). 1953 legte er das Staatsexamen ab. Von 1955 bis 1962 war er im Höheren Schuldienst in Göttingen tätig. 1962 kam er als Archivrat an das Archiv der Hansestadt Lübeck und arbeitete hier bis 1969. Im Jahre 1970 wurde er Direktor der Schleswig-Holsteinischen Landesbibliothek und leitete sie bis zu seinem Ruhestand 1985.
Seit 1965 wirkte Klaus Friedland als Lehrbeauftragter (seit 1971 als Honorarprofessor) für Historische Hilfswissenschaften am Historischen Seminar der Christian-Albrechts-Universität zu Kiel.
Friedland machte sich durch zahlreiche Veröffentlichungen einen Namen als Historiker. Zu seinen Forschungsgebieten gehörte die Geschichte der Hanse, die Geschichte der Stadt Lübeck und die nordeuropäische Wirtschafts-, Kaufmanns- und Seefahrtsgeschichte. Viele seiner Arbeiten als Autor und Herausgeber standen im Zusammenhang mit seiner langjährigen Tätigkeit im Hansischen Geschichtsverein.

## Werke (Auswahl)
- Wentz, Gottfried; Friedland, Klaus: Hanserezesse, Abt. 4: Von 1531 – 1560. Band 1 (1531–1535 Juni). Weimar 1941. – Bd. 2 (1535 Juli – 1537). Köln u. a. 1970 (ISBN 3-412-39870-5). Mehr n. ersch.
- Der Kampf der Stadt Lüneburg mit ihren Landesherren. Stadtfreiheit und Fürstenhoheit im 16. Jahrhundert, Lax, Hildesheim 1953 (Quellen und Darstellungen zur Geschichte Niedersachsens, Band 53).
- Schleswig-Holstein. In: Walther Hubatsch (Hrsg.): Grundriß zur deutschen Verwaltungsgeschichte. (Band 9, Reihe A), Johann-Gottfried-Herder-Institut, Marburg/L. 1977, ISBN 3-87969-124-X.
- Die Hanse, Kohlhammer, Stuttgart 1991 (Urban-Taschenbücher, Band 409), ISBN 3-17-010529-9.
- Mensch und Seefahrt zur Hansezeit. Hrsg. von Antjekathrin Graßmann, Böhlau, Köln 1995 (Quellen und Darstellungen zur hansischen Geschichte, N.F. Band 42), ISBN 3-412-06695-8 (Sammlung von 20 Aufsätzen des Verfassers).